# Patrick Lassourd
Patrick Lassourd, né le 3 septembre 1942 à La Guerche-de-Bretagne et mort le 28 août 2003 à Rennes, est un vétérinaire et homme politique français.

## Biographie
Vétérinaire de profession comme son père, Patrick Lassourd est élu sénateur d'Ille-et-Vilaine le 27 septembre 1998 sur la liste RPR. À la suite de son décès, c'est son suppléant Yannick Texier qui lui succède.
Son père Henri Lassourd est député de la troisième circonscription d'Ille-et-Vilaine de 1968 à 1973.

## Détail des fonctions et des mandats
Mandat parlementaire
- 27 septembre 1998 - 28 août 2003 : sénateur d'Ille-et-Vilaine

Mandats locaux
- 17 mars 1989 - 28 août 2003 : maire de La Guerche-de-Bretagne
- 25 septembre 1988 - 11 mars 2001 : conseiller général du canton de La Guerche-de-Bretagne
- 1997 - 11 mars 2001 : vice-président du conseil général d'Ille-et-Vilaine
- 14 janvier 1994 - 28 août 2003 : président de la communauté de communes du Pays guerchais